# Apichart Sukhagganond
Apichart Sukhagganond (auch: Apichart Sukkhakanont, Thai: อภิชาติ สุขัคคานนท์, * 25. November 1945) ist ein thailändischer Jurist. Er ist zurzeit Vorsitzender der Wahlkommission Thailands.

## Leben
Apichart verfügt über den Bachelor für Rechtswissenschaft der Thammasat-Universität. Er ist Barrister und absolvierte die Hochschule für nationale Verteidigung.

## Karriere
Er hatte folgende Posten inne:
- Präsident der Sektion für Umwelt am Obersten Gerichtshofs
- Präsident des Appellationsgerichts der Region 9
- Vorsitzender Richter am Obersten Gerichtshof
- Richter am Obersten Gerichtshof
- Höchster Richter der Region 2
- Präsident der Richter der Region 5
- Stellvertretender Präsident der Richter der Region 5
- Richter am Appellationsgericht
- Vorsitzender Richter am Zivilgericht
- Richter am Zivilgericht
- Richter am Strafgericht
- Präsident des Regionalgerichts Songkhla
- Präsident des Jugend- und Familiengerichts
- Richter am Regionalgericht Nonthaburi
- Richter am Regionalgericht Ratchaburi
- Richter am Regionalgericht Phuket

Im Verlauf der Unruhen in Bangkok 2010 wurde Apicharts Haus am 10. Mai mit aus Feuerwerkskörpern gebauten Bomben angegriffen.